# Nordische Skiweltmeisterschaften 1931
Die 8. Nordischen Skiweltmeisterschaften fanden vom 13. bis 16. Februar 1931 in Oberhof in Deutschland statt.

## Medaillenspiegel
| Platz | Nation   | Gold | Silber | Bronze | Gesamt |
| ----- | -------- | ---- | ------ | ------ | ------ |
| 01    | Norwegen | 4    | 3      | 1      | 8      |
| 02    | Schweiz  | 0    | 1      | 0      | 1      |
| 03    | Schweden | 0    | 0      | 3      | 3      |

| Platz | Sportler             | Gold | Silber | Bronze | Gesamt |
| ----- | -------------------- | ---- | ------ | ------ | ------ |
| 01    | Johan Grøttumsbråten | 2    | 0      | 0      | 2      |
| 02    | Birger Ruud          | 1    | 0      | 0      | 1      |
| 02    | Ole Stenen           | 1    | 0      | 0      | 1      |
| 04    | Kristian Hovde       | 0    | 1      | 0      | 1      |
| 04    | Fritz Kaufmann       | 0    | 1      | 0      | 1      |
| 04    | Sverre Kolterud      | 0    | 1      | 0      | 1      |
| 04    | Martin Peder Vangli  | 0    | 1      | 0      | 1      |
| 08    | Nils Svärd           | 0    | 0      | 1      | 1      |
| 08    | Sven Eriksson        | 0    | 0      | 1      | 1      |
| 08    | Arne Rustadstuen     | 0    | 0      | 1      | 1      |
| 08    | Karl Lindberg        | 0    | 0      | 1      | 1      |

## Legende
Kurze Übersicht zur Bedeutung der Symbolik – so üblicherweise auch in sonstigen Veröffentlichungen verwendet:
| HDW    | Hauptverband Deutscher Wintersportvereine der Tschechoslowakischen Republik                    |
| SL RČS | Verband der Skifahrer der Tschechoslowakischen Republik (Svaz lyžařů Republiky československé) |

## Resultate Skilanglauf Männer

### Skilanglauf 18 km

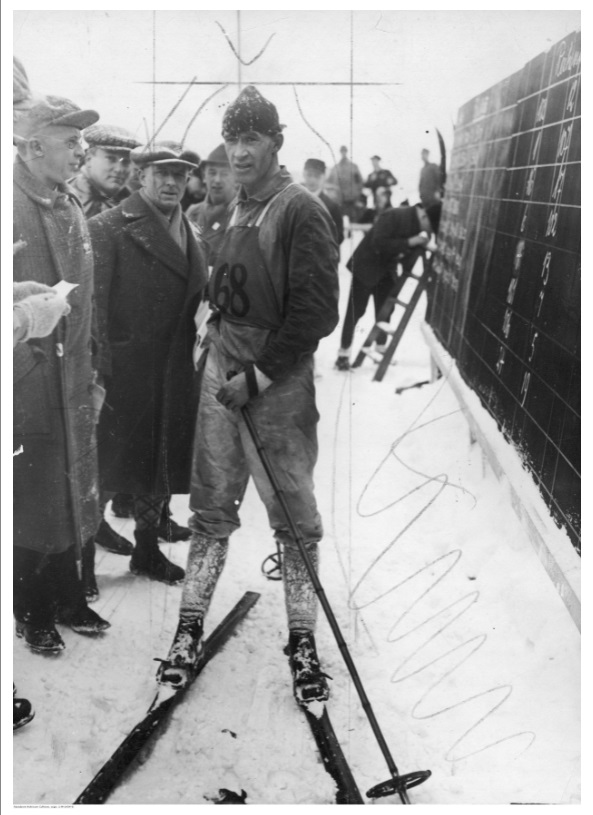
Johan Grøttumsbråten – Sieger des 18-km-Langlaufs und der Nordischen Kombination

| Platz | Sportler             | Land            | Zeit        |
| ----- | -------------------- | --------------- | ----------- |
| 1     | Johan Grøttumsbråten | Norwegen        | 1:23:43,0 h |
| 2     | Kristian Hovde       | Norwegen        | 1:24:09,0 h |
| 3     | Nils Svärd           | Schweden        | 1:25:27,0 h |
| 4     | Karl Lindberg        | Schweden        | 1:25:29,0 h |
| 5     | Hugo Wicksell        | Schweden        | 1:25:34,0 h |
| 6     | Martin Peder Vangli  | Norwegen        | 1:25:50,0 h |
| 7     | Arne Rustadstuen     | Norwegen        | 1:26:02,0 h |
| 8     | Ole Stenen           | Norwegen        | 1:26:18,0 h |
| 9     | Esko Järvinen        | Finnland        | 1:29:02,0 h |
| 10    | Herbert Leupold      | Deutsches Reich | 1:29:27,0 h |

Datum: Freitag, 13. Februar 1931

### Dauerlauf 50 km
| Platz | Sportler            | Land                      | Zeit        |
| ----- | ------------------- | ------------------------- | ----------- |
| 1     | Ole Stenen          | Norwegen                  | 3:52:09,0 h |
| 2     | Martin Peder Vangli | Norwegen                  | 3:52:35,0 h |
| 3     | Karl Lindberg       | Schweden                  | 3:55:44,0 h |
| 4     | Nils Svärd          | Schweden                  | 3:58:52,0 h |
| 5     | Kristian Hovde      | Norwegen                  | 3:59:10,0 h |
| 6     | Hugo Wicksell       | Schweden                  | 4:02:19,0 h |
| 7     | Antonín Bartoň      | Tschechoslowakei (SL RČS) | 4:12:28,0 h |
| 8     | Otto Wahl           | Deutsches Reich           | 4:13:51,0 h |
| 9     | František Fišera    | Tschechoslowakei (SL RČS) | 4:15:53,0 h |
| 10    | Josef Německý       | Tschechoslowakei (SL RČS) | 4:16:49,0 h |

Datum: Montag, 16. Februar 1931

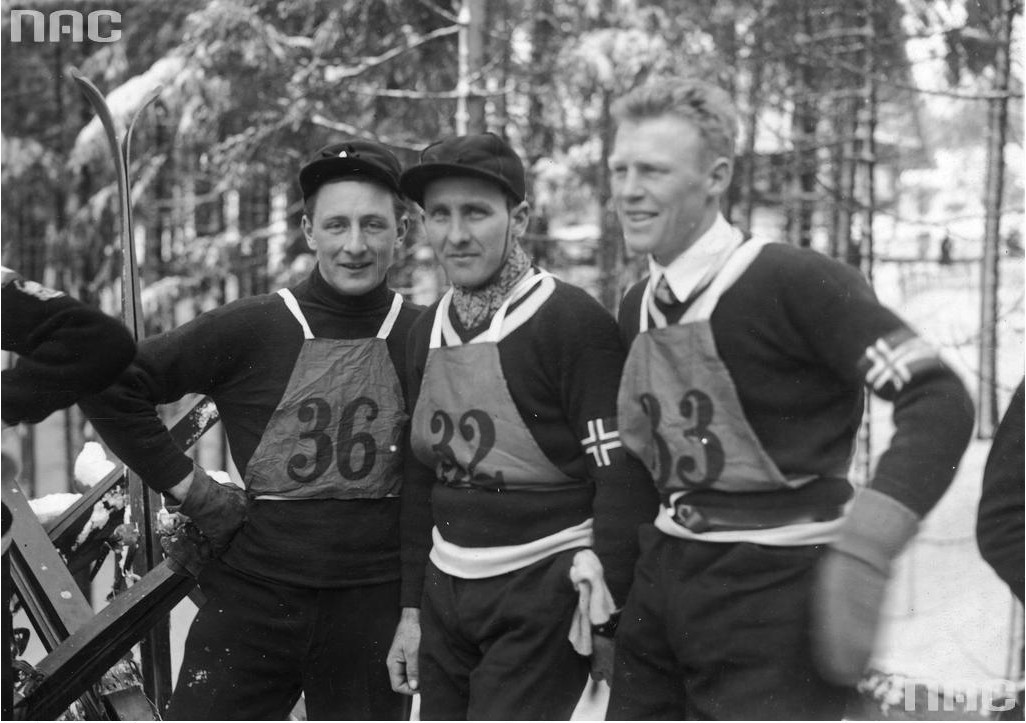
Sven Eriksson (li., Skisprung-Bronze) Martin Peder Vangli (Mi., Bronze 50-km-Langlauf), Gunnar Andersen (re., Zehnter der Nordischen Kombination)

Teilnehmer: 46 genannt; 25 gestartet; 23 gewertet

## Resultat Skispringen Männer

### Großschanze K-55
| Platz | Sportler                 | Land                   | Weite 1 | Weite 2 | Note   |
| ----- | ------------------------ | ---------------------- | ------- | ------- | ------ |
| 1     | Birger Ruud              | Norwegen               | 56,5 m  | 58,5 m  | 236,00 |
| 2     | Fritz Kaufmann           | Schweiz                | 57,0 m  | 56,0 m  | 228,80 |
| 3     | Sven Eriksson (Selånger) | Schweden               | 56,0 m  | 55,5 m  | 227,30 |
| 4     | Reidar Andersen          | Norwegen               | 54,0 m  | 54,0 m  | 225,80 |
| 5     | Kaare Wahlberg           | Norwegen               | 54,5 m  | 53,5 m  | 225,00 |
| 6     | Sigmund Ruud             | Norwegen               | 56,0 m  | 51,5 m  | 224,20 |
| 7     | Sverre Kolterud          | Norwegen               | 53,0 m  | 53,5 m  | 222,30 |
| 8     | Wilhelm Dick             | Tschechoslowakei (HDW) | 52,0 m  | 54,0 m  | 215,00 |
| 9     | Heinz Ermel              | Deutsches Reich        | 50,0 m  | 53,0 m  | 213,50 |
| 10    | Alois Kratzer            | Deutsches Reich        | 47,0 m  | 53,5 m  | 206,10 |

Datum: Sonntag, 15. Februar 1931
Sprungschanze: Hindenburgschanze

## Resultat Nordische Kombination Männer

### Großschanze K-55/18 km
| Rang | Athlet               | Land            | Punkte Gesamt | Zeit 18 km  | Rang 18 km | Sprung 1 | Sprung 2 | Punkte Springen | Rang Springen |
| ---- | -------------------- | --------------- | ------------- | ----------- | ---------- | -------- | -------- | --------------- | ------------- |
| 1    | Johan Grøttumsbråten | Norwegen        | 439,00        | 1:23:43,0 h | 1          | 48,0 m   | 49,0 m   | 199,00          | 11            |
| 2    | Sverre Kolterud      | Norwegen        | 419,00        | 1:31:58,0 h | 14         | 56,0 m   | 55,0 m   | 221,00          | 1             |
| 3    | Arne Rustadstuen     | Norwegen        | 418,08        | 1:26:02,0 h | 4          | 42,0 m   | 51,0 m   | 190,50          | 16            |
| 4    | Kristian Hovde       | Norwegen        | 416,00        | 1:24:09,0 h | 2          | 40,5 m   | 43,5 m   | 178,00          | 26            |
| 5    | Heinz Ermel          | Deutsches Reich | 410,00        | 1:30:21,0 h | 11         | 50,0 m   | 53,5 m   | 209,00          | 8             |
| 6    | Martin Peder Vangli  | Norwegen        | 408,75        | 1:25:50,0 h | 3          | 44,5 m   | 40,0 m   | 180,00          | 24            |
| 7    | Ole Stenen           | Norwegen        | 418,76        | 1:26:18,0 h | 5          | 44,0 m   | 48,0 m   | 182,00          | 21            |
| 8    | Esko Järvinen        | Finnland        | 417,60        | 1:29:07,0 h | 6          | 46,5 m   | 49,0 m   | 196,00          | 12            |
| 9    | Gustav Müller        | Deutsches Reich | 415,20        | 1:31:13,0 h | 12         | 53,0 m   | 55,0 m   | 202,00          | 9             |
| 10   | Gunnar Andersen      | Norwegen        | 401,80        | 1:34:25,0 h | 19         | 53,0 m   | 53,0 m   | 216,00          | 3             |

Datum: Freitag, 13. und Samstag, 14. Februar 1931
Schanze: Hindenburgschanze (K-55)
Teilnehmer: 78 genannt; 58 gestartet; 45 gewertet;